# Schweighouse-sur-Moder
Schweighouse-sur-Moder är en kommun i departementet Bas-Rhin i regionen Grand Est (tidigare regionen Alsace) i nordöstra Frankrike. Kommunen ligger i kantonen Haguenau som tillhör arrondissementet Haguenau. År 2022 hade Schweighouse-sur-Moder 5 116 invånare.

## Befolkningsutveckling
Antalet invånare i kommunen Schweighouse-sur-Moder
| Referens: INSEE |

## Vänorter
- Marano Lagunare, Italien